# Stricnina nella minestra
Stricnina nella minestra (titolo originale in inglese: Strychnine in the Soup) è un racconto dello scrittore inglese P. G. Wodehouse, pubblicato per la prima volta in una rivista nel 1931 e in volume nel 1933 nella raccolta di racconti Mulliner Nights (in italiano: Le sere di Mulliner).

## Edizioni
Il racconto è stato pubblicato per la prima volta negli Stati Uniti nel numero di dicembre 1931 della rivista The American Magazine col titolo The Missing Mystery. Successivamente è stato pubblicato nel Regno Unito, ma questa volta col titolo Strychnine in the Soup, nel numero di marzo 1932 del mensile The Strand Magazine, prima di essere raccolto nel volume Mulliner Nights nel 1933. Il racconto è stato inserito in una raccolta postuma di racconti gialli di Wodehouse pubblicata nel 1981.
- P. G. Wodehouse, Strychnine in the Soup. In: Mulliner nights, London: Herbert Jenkins, 1933
- Strychnine in the Soup. In: Mulliner nights, New York: Doubleday, 1933
- Stricnina nella minestra. In: Le serate di Mulliner: romanzo umoristico inglese; traduzione di Alberto Tedeschi, Milano: Bietti, 1933, Coll. Nuovissima collezione letteraria n. 83, 287 p.
- Stricnina nella minestra. In: Le sere di Mulliner; introduzione di Franco Cavallone; traduzione di Luigi Brioschi, Milano: Biblioteca Universale Rizzoli, 1985, Coll. BUR n. 543, 227 p., ISBN 88-17-16543-3

## Adattamenti
- Strychnine in the Soup - film per la televisione prodotto dalla BBC, diretto da  Michael Mills, trasmesso il 9 aprile 1976[5].

## Trama
Mr. Mulliner, frequentatore del club Anglers' Rest (Il riposo dei Pescatori), tranquillizza l'avventore soprannominato "Birra alla spina", disperato perché aveva dimenticato in treno il libro giallo che stava leggendo («E adesso so che starò tutta la notte sveglio, a chiedermi chi è stato a avvelenare Sir Geoffrey Tuttle, Baronetto») e racconta agli avventori la storia di suo nipote Cyril Mulliner appassionato lettore di libri gialli.
Cyril, un decoratore d'interni di debole costituzione, si ammalava di frequente e «passava il periodo di convalescenza leggendo racconti del mistero». Si innamorò, ricambiato, di Amelia Bassett, anch'essa appassionata di gialli. La madre della ragazza, Lady Bassett, nota esploratrice e cacciatrice, si opponeva al matrimonio della figlia con un decoratore timido e mite preferendo come genero l'esploratore e cacciatore Lester Mapledurham («Se mia figlia deve sposarsi, non sarà con un essere senza spina dorsale, con un prodotto della moderna civiltà urbana, ma con un uomo vero, forte, diritto, lo sguardo duro e il braccio forte, un uomo abituato ai grandi spazi»). Cyril si recò da Lady Bassett per perorare la sua causa; scoprì che anche Lady Bassett era appassionata di gialli. Cyril le sottrasse il giallo che l'esploratrice stava leggendo ("Stricnina nella minestra" di Horatio Slingsby) e ricattò con successo la futura suocera permettendole di terminare la lettura del giallo in cambio del consenso al matrimonio con Amelia.